# Јулино брдо
Јулино брдо је урбано насеље у Београду, главном граду Србије, у општини Чукарица. Окружују га Чукаричка падина на северу, Жарково на југу, Баново брдо на истоку и Макиш на западу. Насеље је окружено улицама поручника̂ Спасића и Машере, Катарине Богдановић, Петра Лубарде, Томе Маретића и Јурице Рибара. Препознатљиво је по 15 солитера, од којих највиши има 18 спратова.
Аутори насеља су архитектонски тим — Милан Лојаница, Предраг Цагић и Боривоје Јовановић, а пројекат је изведен у периоду од 1967. до 1970. године. Аутори су за пројекат добили Октобарску награду града Београда. У време када је саграђено, представљало је прекретницу у урбанистичком планирању стамбених насеља, веома интересантно решење у урбанистичком и пројектантском у смислу, све док временом, учестаним понављањем сличних облика зграда и у другим градским четвртима Београда, није постигнут утисак деперсонализованости и униформности. Основна идеја о геометријском облику насеља су две параболе усмерене у супротним правцима, са конкавним странама окренутим једна према другој. У оквиру њих, растављањем и спајањем, визуелно су остварене готово спонтане структуре облика. Замишљено је да насеље буде изоловано од возила, и у хоризонталном и у вертикалном смислу, с обзиром да возила могу да пролазе само са спољашње стране насеља и на нижим котама, тако да у зони доминирају пешаци.
Врх Јулиног брда се налази на 124,23 мнв, у улици Поручника Спасића и Машере. Солитери се могу видети са свих нижих делова Београда, нарочито са реке Саве. На Јулином брду се налази хидротехнички чвор, као и резервоари који снабдевају водом центар града.
Према подацима из 2002. године, популација Јулиног брда је износила 6.683 становника.

## Предања
Јулино брдо је добило назив по баба Јули, која је у доба Првог српског устанка живела на овим просторима. Јула је била велики родољуб, и приликом сваког напада Турака, помагала је устаницима. Једне ноћи, Турци су изненада напали српску војску. Видевши да је стање критично, баба Јула се досетила да, уз помоћ неколико устаника, запали велике искрчене пањеве и гурне их низ падину. Ватрене буктиње су омеле и збуниле Турке, што је омогућило устаницима да се приберу и одбране од напада.